# Sagapenon aquilegifolium
Sagapenon aquilegifolium är en flockblommig växtart som först beskrevs av Carl Ludwig von Willdenow, och fick sitt nu gällande namn av Constantine Samuel Rafinesque. Sagapenon aquilegifolium ingår i släktet Sagapenon och familjen flockblommiga växter. Inga underarter finns listade i Catalogue of Life.